# تویلری (متروی پاریس)
تویلری (فرانسوی: Tuileries‎) یکی از ایستگاه‌های خط ۱ متروی پاریس است که در منطقه ۱ پاریس واقع شده و در سال ۱۹۰۰ تأسیس شده‌است. در سال ۲۰۱۹ میلادی ۲٬۶۱۴٬۸۳۷ مسافر از این ایستگاه استفاده کرده‌اند.

## نگارخانه

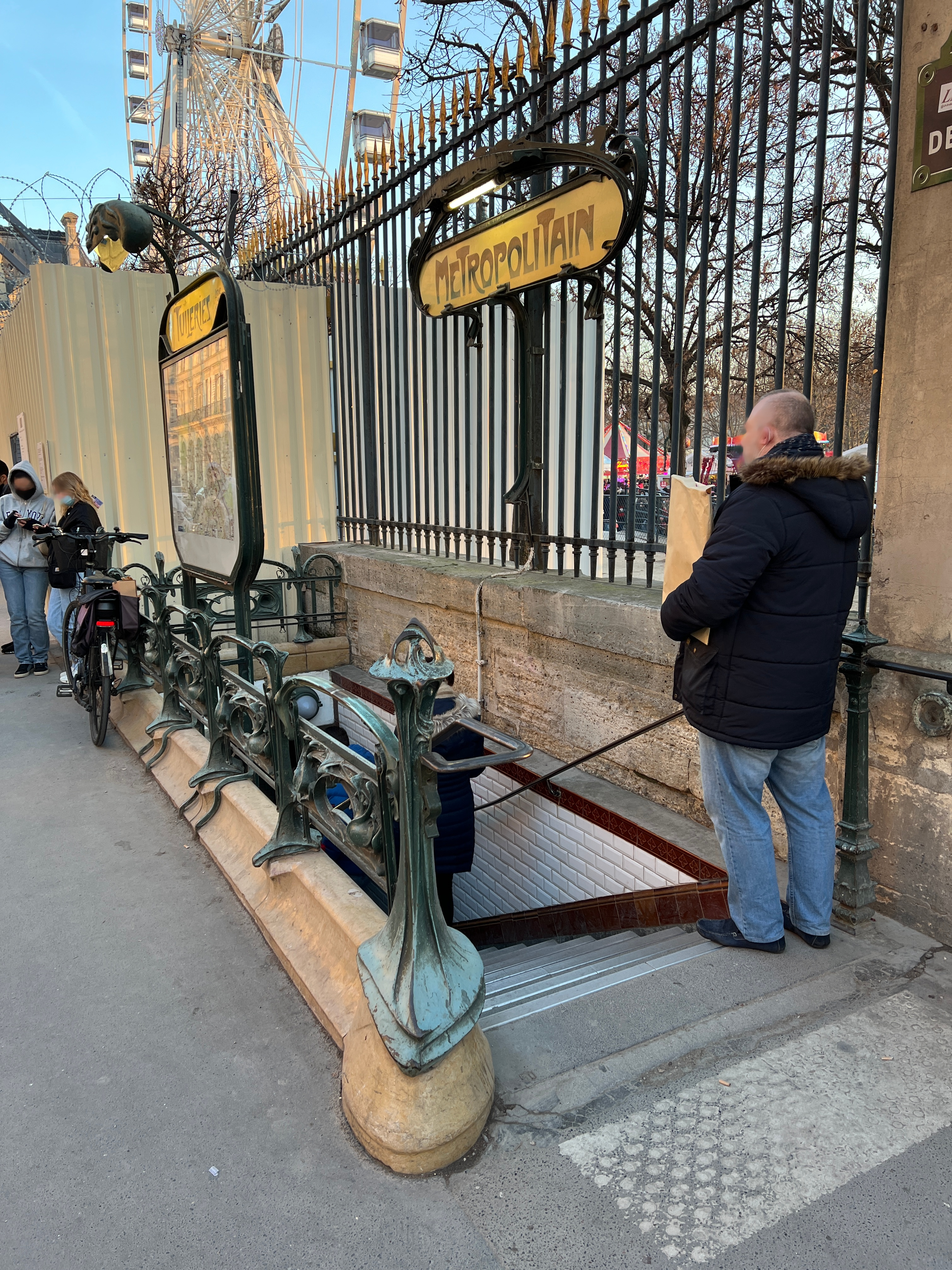
ورودی
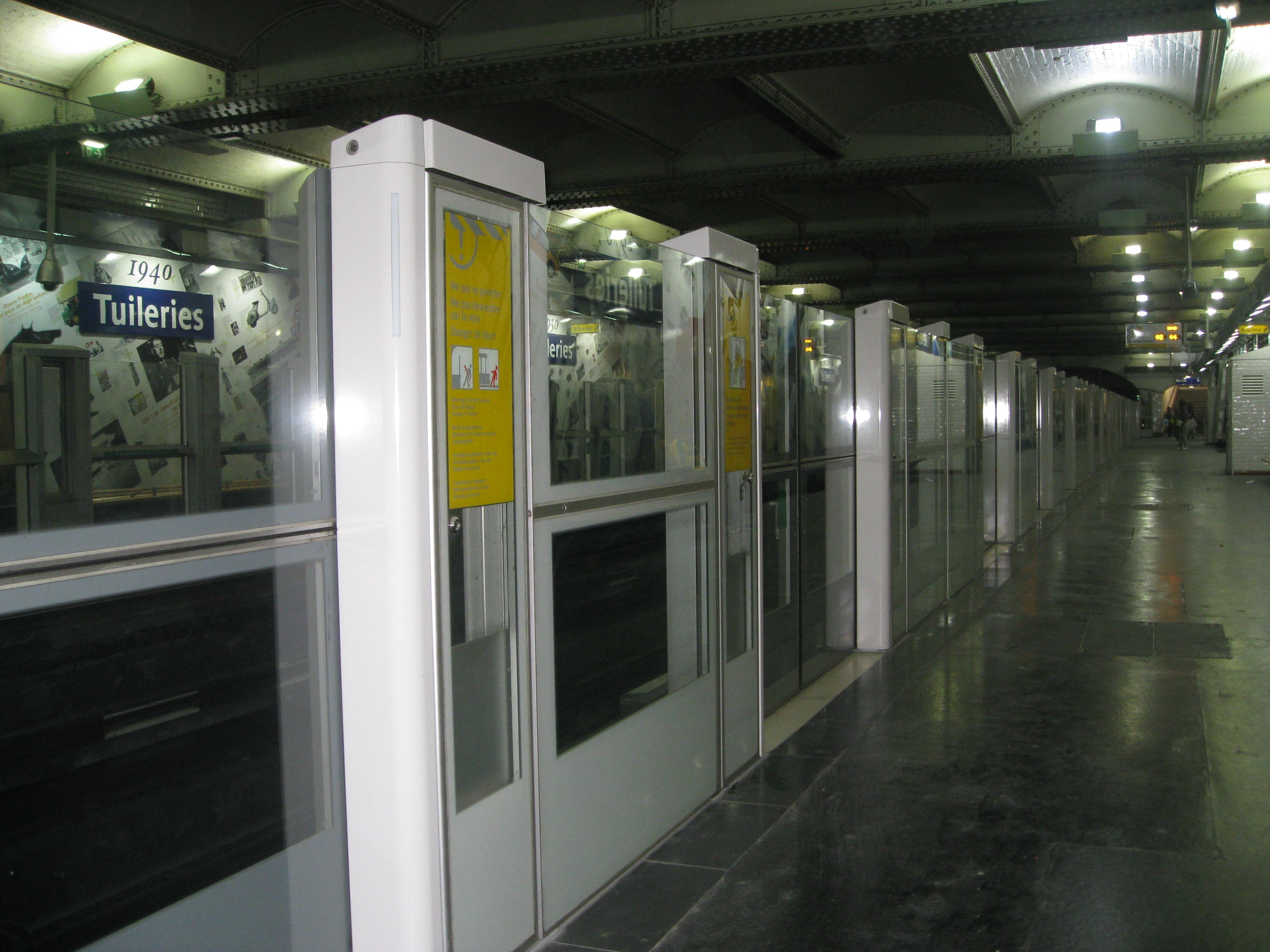
سکو - ۲۰۱۶
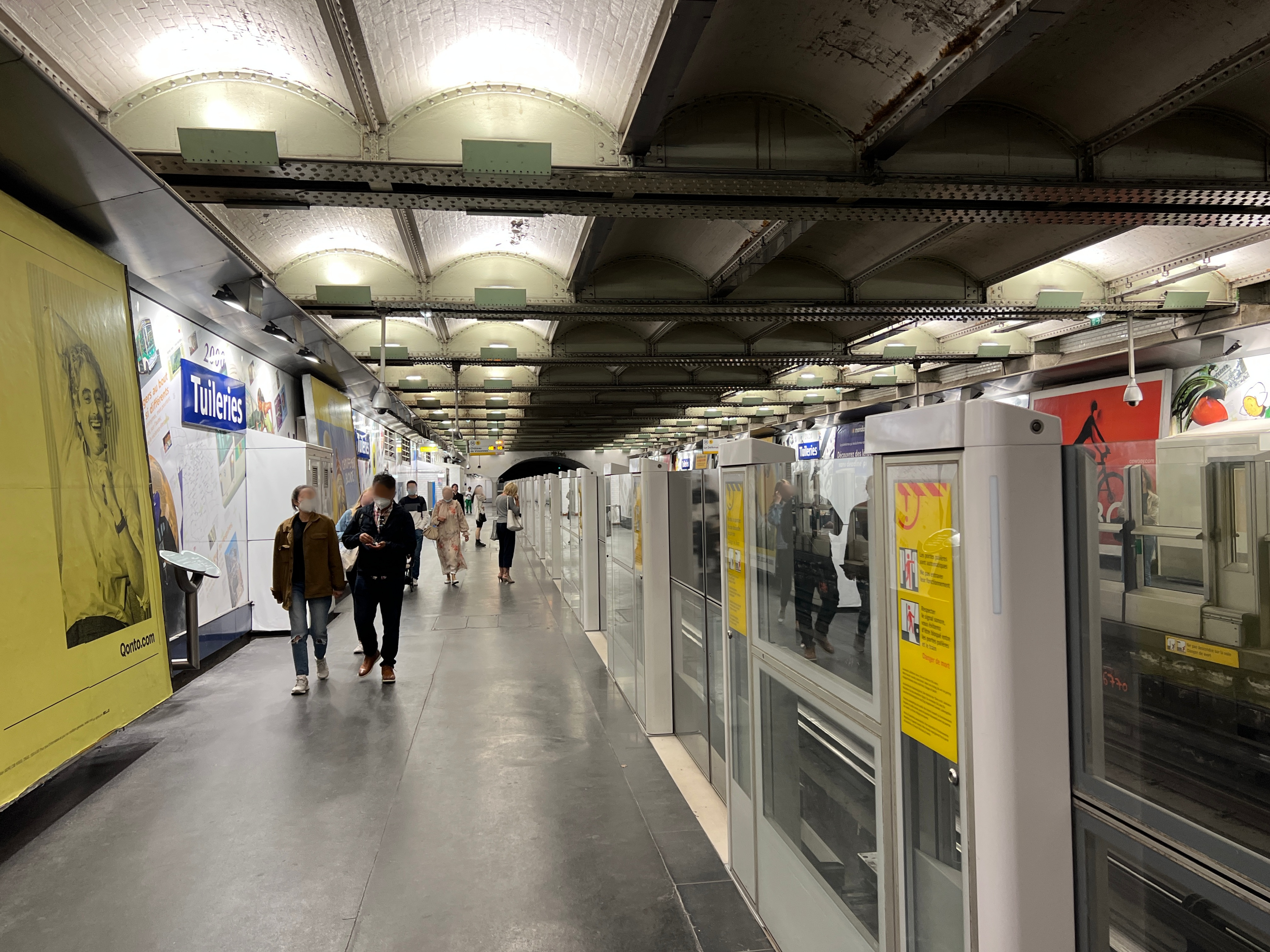